# 情來自有方
情來自有方，李偲菘作曲的歌曲，題材是回歸前的香港。有粤語版，在1997年推出，由蘇永康演唱、周禮茂填詞、黃尚偉編曲，收錄於專輯《情來自有康》。